# MTV Europe Music Awards
Los MTV Europe Music Awards (abreviado MTV EMA) son unos premios otorgados anualmente, desde 1994, por el canal MTV a lo mejor de la música de Europa. Originalmente creados como una variante de los MTV Video Music Awards, los MTV Europe Music Awards son hoy una popular celebración en donde los televidentes escogen a sus ganadores. La estatuilla consiste en un globo con la parte occidental del mundo, que desprende una M con el logo del canal, saliendo del continente de Europa. Los MTV Europe Music Awards siempre se han realizado en una ciudad distinta de Europa. 
Desde su creación, los MTV Europe Music Awards se han consolidado como una de las entregas de premios más sensacionales y transgresoras del mundo. Su rompedor formato multiplataforma incluye webchats con los artistas en directo, actuaciones exclusivas para web y teléfono móvil, contenidos WAP descargables y espectaculares actuaciones de las mayores artistas de la música en una atmósfera en la que puede ocurrir de todo.   
Los premios son presentados anualmente en alguna ciudad diferente en este continente y transmitidos en directo por MTV Europa y a los demás canales de MTV en el mundo, así como en internet.
Los MTV EMA han sido criticados por incluir un contenido muy cercano a la música estadounidense multinacional y no tanto a la europea.

## Ceremonias
Hasta ahora, once países han albergado al menos una vez esta gala de premios. 
Entre ellos, Reino Unido es el país anfitrión con más ceremonias organizadas; en concreto, 7 veces (Londres 1996, Edimburgo 2003, Liverpool 2008, Belfast 2011, Glasgow 2014, Londres 2017 y Mánchester 2024). En segundo lugar está Alemania, que ha organizado hasta 6 veces el evento (Berlín 1994, Fráncfort 2001, Múnich 2007, Berlín 2009, Fráncfort 2012 y Düsseldorf 2022). Y en tercer lugar está España, que ha sido anfitrión de este evento hasta 4 veces. Las últimas dos se celebraron en el mismo país de forma consecutiva (Barcelona 2002, Madrid 2010, Bilbao 2018 y Sevilla 2019). 
Por otra parte, empatados en 3 ocasiones, encontramos a Países Bajos (Róterdam 1997, Ámsterdam 2013, y Róterdam 2016) e Italia (Milán 1998, Roma 2004 y Milán 2015); mientras que los seis países restantes han de sido la sede una sola vez: Francia (París 1995), Irlanda (Dublín 1999), Suecia (Estocolmo 2000), Portugal (Lisboa 2005), Dinamarca (Copenhague 2006) y Hungría (Budapest 2021). Francia hubiese albergado la gala por segunda ocasión (París 2023), pero fue cancelada debido a la guerra de Gaza. 
| Edición | Año  | Lugar                               | Segundo escenario                       | País de la ciudad anfitriona | Ciudad anfitriona | Presentador(a)         | Presentador(a) Digital |
| ------- | ---- | ----------------------------------- | --------------------------------------- | ---------------------------- | ----------------- | ---------------------- | ---------------------- |
| 1.º     | 1994 | Frontis de la Puerta de Brandeburgo |                                         | Alemania                     | Berlín            | Tom Jones              |                        |
| 2.º     | 1995 | Le Zenith                           |                                         | Francia                      | París             | Jean Paul Gaultier     |                        |
| 3.º     | 1996 | Alexandra Palace                    |                                         | Reino Unido                  | Londres           | Robbie Williams        |                        |
| 4.º     | 1997 | Ahoy Rotterdam                      |                                         | Países Bajos                 | Róterdam          | Ronan Keating          |                        |
| 5.º     | 1998 | Fila Forum                          |                                         | Italia                       | Milán             | Jenny McCarthy         |                        |
| 6.º     | 1999 | Point Depot                         |                                         | Irlanda                      | Dublín            | Ronan Keating          |                        |
| 7.º     | 2000 | Globen Arena                        |                                         | Suecia                       | Estocolmo         | Wyclef Jean            |                        |
| 8.º     | 2001 | Festhalle                           |                                         | Alemania                     | Fráncfort         | Ali G                  |                        |
| 9.º     | 2002 | Palau Sant Jordi                    | Frontis de la Fuente Mágica de Montjuic | España                       | Barcelona         | P. Diddy               |                        |
| 10.º    | 2003 | Ocean Terminal                      | Frontis de los Princes Street Gardens   | Reino Unido                  | Edimburgo         | Christina Aguilera     |                        |
| 11.º    | 2004 | Tor di Valle                        | Frontis del Coliseo de Roma             | Italia                       | Roma              | Xzibit                 |                        |
| 12.º    | 2005 | Pavilhão Atlântico                  |                                         | Portugal                     | Lisboa            | Borat                  | Skin                   |
| 13.º    | 2006 | Bella Center                        | Rådhuspladsen                           | Dinamarca                    | Copenhague        | Justin Timberlake      | Juliette Lewis         |
| 14º     | 2007 | Olympiahalle                        |                                         | Alemania                     | Múnich            | Snoop Dogg             | Foo Fighters           |
| 15.º    | 2008 | Echo Arena                          |                                         | Reino Unido                  | Liverpool         | Katy Perry             | Perez Hilton           |
| 16.º    | 2009 | O2 World                            | Frontis de la Puerta de Brandeburgo     | Alemania                     | Berlín            | Katy Perry             | Pete Wentz             |
| 17.º    | 2010 | La Caja Mágica                      | Frontis de la Puerta de Alcalá          | España                       | Madrid            | Eva Longoria           | Justin Bieber          |
| 18.º    | 2011 | Odyssey Arena                       | Frontis del City Hall & Ulster Hall     | Reino Unido                  | Belfast           | Selena Gomez           |                        |
| 19.º    | 2012 | Festhalle                           |                                         | Alemania                     | Fráncfort         | Heidi Klum             | David Hasselhoff       |
| 20.º    | 2013 | Ziggo Dome                          | Melkweg & Heineken Music Hall           | Países Bajos                 | Ámsterdam         | RedFoo                 | Ariana Grande          |
| 21º     | 2014 | The SSE Hydro                       | O2 Academy                              | Reino Unido                  | Glasgow           | Nicki Minaj            | Laura Whitmore         |
| 22º     | 2015 | Mediolanum Forum                    | Piazza del Duomo                        | Italia                       | Milán             | Ed Sheeran Ruby Rose   | Laura Whitmore         |
| 23.º    | 2016 | Ahoy Rotterdam                      |                                         | Países Bajos                 | Róterdam          | Bebe Rexha             | Jack & Jack            |
| 24º     | 2017 | Wembley Arena                       | Trafalgar Square                        | Reino Unido                  | Londres           | Rita Ora               |                        |
| 25º     | 2018 | Bilbao Exhibition Centre            | Estadio de San Mamés                    | España                       | Bilbao            | Hailee Steinfeld       |                        |
| 26º     | 2019 | Fibes                               | Plaza de España                         | España                       | Sevilla           | Becky G                |                        |
| 27º     | 2020 | Breakfast Television Center         |                                         | Ceremonia virtual            | Ceremonia virtual | Little Mix             | Barbara Palvin         |
| 28º     | 2021 | Budapest Sportaréna                 | Plaza de los Héroes                     | Hungría                      | Budapest          | Saweetie               |                        |
| 29º     | 2022 | PSD Bank Dome                       | Tonhalle Concert Hall                   | Alemania                     | Düsseldorf        | Rita Ora Taika Waititi |                        |
| 30°     | 2023 |                                     |                                         |                              |                   |                        |                        |
| 31°     | 2024 | Co-op Live                          |                                         | Reino Unido                  | Mánchester        | Rita Ora               |                        |

## Premios
Hay 16 categorías principales ("Categorías principales") y 31 categorías abiertas para votar. El premio al Mejor Video es elegido por el Equipo Editorial de MTV Music y no son elegibles para votar. Al momento de votar, los votantes deben tener 13 años de edad o más y no pueden ser empleados, agentes o representantes de Viacom International Media Networks, una división de Viacom International, Inc. ("VIMN"), o cualquiera de sus padres empresas, filiales o empresas relacionadas.

### Categorías
- Mejor latino
- Mejor canción
- Mejor video
- Mejor artista femenina
- Mejor artista masculino
- Mejor artista nuevo
- Mejor artista pop
- Mejor artista rock
- Mejor artista hip-hop
- Mejor artista alternativo
- Mejor actuación push
- Mejor actuación world stage
- Mejor actuación en vivo
- Mejores fans
- Icono global

### Premios especiales
- Free Your Mind
- MTV Voice Award

### Categorías regionales
- Mejor artista británico e irlandés
- Mejor artista danés
- Mejor artista finlandés
- Mejor artista noruego
- Mejor artista sueco
- Mejor artista austriaco
- Mejor artista turco
- Mejor artista italiano
- Mejor artista alemán
- Mejor artista belga
- Mejor artista francés
- Mejor artista polaco
- Mejor artista español
- Mejor artista ruso
- Mejor artista rumano
- Mejor artista portugués
- Mejor artista adriático
- Mejor artista húngaro
- Mejor artista ucraniano
- Mejor artista griego
- Mejor artista israelita
- Mejor artista suizo
- Mejor artista checo y eslovaco

### Categorías internacionales
- Mejor artista internacional
- Mejor artista europeo
- Mejor artista latinoamericano norte
- Mejor artista latinoamericano central
- Mejor artista caribeño
- Mejor artista latinoamericano sur
- Mejor artista estadounidense
- Mejor artista canadiense
- Mejor artista africano, indio y de Oriente Medio
- Mejor artista asiático y del Pacífico

### Categorías eliminadas
- Mejor cover (1994)
- Mejor relación amorosa (1996)
- Selección MTV (1996–1998)
- Mejor rap (1997-1998)
- Mejor rock duro (2002)
- Mejor dance (1994–2003)
- Mejor artista nórdico (1999–2004)
- Mejor R&B (1997, 1999–2006)
- Mejor artista africano (2005–2007)
- Mejor web (2001–2003, otorgado como Mejor artista en la red en 2007)
- Mejor artista (2008)
- Mejor álbum (1998–2008)
- Mejor música urbana (2007–2009)
- Mejor artista báltico (2006–2009)
- Mejor grupo (1994–2009)
- Mejor artista arábigo (2007–2010)
- Mejor artista alemán y belga (2004-2010)

## Premios por países
- Una celda en azul indica que al menos uno de los premios fue compartido entre artistas de nacionalidades distintas o ganado por un artista de doble nacionalidad.
- Las celdas en naranja indican que todos los premios sumados ese año para el país vienen de categorías regionales o clasificatorias para el premio a Mejor artista mundial.
- Una columna de celdas en rojo indica que los premios de esa edición aún no han sido contabilizados.

| País                 | 1994 | 1995 | 1996 | 1997 | 1998 | 1999 | 2000 | 2001 | 2002 | 2003 | 2004 | 2005 | 2006 | 2007 | 2008 | 2009 | 2010 | 2011 | 2012 | 2013 | 2014 | Total |
| -------------------- | ---- | ---- | ---- | ---- | ---- | ---- | ---- | ---- | ---- | ---- | ---- | ---- | ---- | ---- | ---- | ---- | ---- | ---- | ---- | ---- | ---- | ----- |
| Estados Unidos       | 3    | 3    | 4    | 7    | 4    | 9    | 9    | 7    | 12   | 8    | 11   | 6    | 8    | 2    | 8    | 8    | 10   | 12   | 6,5  | 12   | 9    | 157,5 |
| Reino Unido          | 3    | 3    | 4    | 5    | 7    | 2    | 2    | 6    | 1    | 4    | 2    | 6    | 3,5  | 3    | 3    | 3    | 1    | 2    | 2,4  | 3,4  | 6    | 71,3  |
| Alemania             | -    | -    | -    | -    | 1    | 1    | 1    | 1    | 1    | 1    | 1    | 1    | 1    | 2    | 2    | 2    | 2    | 2    | 1    | 3    | 2    | 25    |
| Canadá               | 2    | -    | 1    | -    | -    | -    | -    | -    | -    | -    | -    | -    | -    | 3    | 0,5  | -    | 2    | 2    | 5    | 3    | 2    | 20,5  |
| Italia               | -    | -    | -    | -    | 1    | 1    | 1    | 1    | 1    | 1    | 1    | 1    | 1    | 1    | 1    | 1    | 2    | 1    | 1    | 2    | 2    | 20    |
| Francia              | -    | -    | -    | -    | -    | -    | 1    | 1    | 1    | 1    | 1    | 1    | 1,5  | 2    | 1    | 1    | 1    | 1    | 2    | 1    | 1    | 17,5  |
| España               | -    | -    | -    | -    | -    | -    | 1    | 1    | 1    | 1    | 1    | 1    | 1    | 1    | 1    | 1    | 1    | 1    | 1    | 1    | 2,5  | 16,5  |
| Suecia               | 1,5  | -    | -    | -    | 1    | -    | -    | -    | 1    | -    | 1    | 1    | 1    | 1    | 1    | 1    | 1    | 1    | 1    | 2    | 1    | 15,5  |
| Polonia              | -    | -    | -    | -    | -    | -    | 1    | 1    | 1    | 1    | 1    | 1    | 1    | 1    | 1    | 1    | 1    | 0,5  | 1    | 1    | 2    | 15,5  |
| Países Bajos         | -    | -    | -    | -    | -    | -    | 1    | 1    | 1    | 1    | 1    | 1    | 1    | 1    | 1    | 1    | 1    | 1    | 1    | 1    | 1    | 15    |
| Rusia                | -    | -    | -    | -    | -    | -    | -    | 1    | 1    | 1    | 1    | 1    | 1    | 1    | 1    | 1    | 1    | 1    | 2    | 1    | 1    | 15    |
| Rumania              | -    | -    | -    | -    | -    | -    | -    | -    | 1    | 1    | 1    | 1    | 1    | 1    | 1    | 1    | 1    | 1    | 1    | 1    | 1    | 13    |
| Finlandia            | -    | -    | -    | -    | -    | -    | 1    | -    | -    | 1    | -    | 1    | 1    | 1    | 1    | 1    | 1    | 1    | 1    | 1    | 1    | 12    |
| Portugal             | -    | -    | -    | -    | -    | -    | -    | -    | -    | 1    | 1    | 1    | 1    | 1    | 1    | 1    | 1    | 1    | 1    | 1    | 1    | 12    |
| Dinamarca            | -    | -    | -    | -    | -    | -    | -    | 1    | -    | -    | -    | 1    | 1    | 1    | 1    | 1    | 1    | 1    | 1    | 1    | 1    | 11    |
| Noruega              | -    | -    | -    | -    | -    | 1    | -    | -    | 1    | -    | -    | 1    | 1    | 1    | 1    | 1    | 1    | 1    | 1    | 0,5  | 0,5  | 11    |
| Australia            | -    | -    | -    | -    | 1    | -    | -    | 1    | 2    | -    | -    | -    | -    | -    | -    | -    | -    | -    | 0,5  | 2    | 4,5  | 11    |
| Irlanda              | -    | 2    | -    | 1    | -    | 2    | 1    | -    | -    | -    | -    | -    | -    | -    | -    | 1    | -    | -    | 0,6  | 0,6  | 1    | 9,2   |
| China                | -    | -    | -    | -    | -    | -    | -    | -    | -    | -    | -    | -    | -    | -    | -    | -    | -    | -    | 3    | 3    | 3    | 9     |
| Hungría              | -    | -    | -    | -    | -    | -    | -    | -    | -    | -    | -    | -    | -    | 1    | 1    | 1    | 1    | 1    | 1    | 1    | -    | 7     |
| Israel               | -    | -    | -    | -    | -    | -    | -    | -    | -    | -    | -    | -    | -    | -    | 1    | 1    | 1    | 1    | 1    | 1    | 1    | 7     |
| Grecia               | -    | -    | -    | -    | -    | -    | -    | -    | -    | -    | -    | -    | -    | -    | 1    | 1    | 1    | 1    | 1    | 1    | 1    | 7     |
| Corea del Sur        | -    | -    | -    | -    | -    | -    | -    | -    | -    | -    | -    | -    | -    | -    | -    | -    | -    | 2    | 1    | 2    | 2    | 7     |
| Turquía              | -    | -    | -    | -    | -    | -    | -    | -    | -    | -    | -    | -    | -    | 1    | 2    | 2    | -    | 1    | -    | -    | -    | 6     |
| Ucrania              | -    | -    | -    | -    | -    | -    | -    | -    | -    | -    | -    | -    | -    | 1    | 1    | 1    | 1    | 1    | 1    | -    | -    | 6     |
| Suiza                | -    | -    | -    | -    | -    | -    | -    | -    | -    | -    | -    | -    | -    | -    | -    | 1    | 1    | 1    | 1    | 1    | 1    | 6     |
| Brasil               | -    | -    | -    | -    | -    | -    | -    | -    | -    | -    | -    | -    | -    | -    | -    | -    | -    | 1    | 2    | 2    | 1    | 6     |
| Marruecos            | -    | -    | -    | -    | -    | -    | -    | -    | -    | -    | -    | -    | -    | -    | -    | -    | -    | 1    | 2    | 2    | -    | 5     |
| Bélgica              | -    | -    | -    | -    | -    | -    | -    | -    | -    | -    | -    | -    | -    | -    | -    | -    | -    | 1    | 1,5  | 1    | 1    | 4,5   |
| Serbia               | -    | -    | -    | -    | -    | -    | -    | -    | -    | -    | -    | -    | 1    | 1    | -    | -    | 1    | -    | -    | -    | 1    | 4     |
| Colombia             | -    | -    | -    | -    | -    | -    | -    | -    | -    | -    | -    | 1    | -    | -    | -    | -    | 1    | -    | 1    | -    | 1    | 4     |
| México               | -    | -    | -    | -    | -    | -    | -    | -    | -    | -    | -    | -    | -    | -    | -    | -    | -    | -    | 1    | 1    | 2    | 4     |
| Lituania             | -    | -    | -    | -    | -    | -    | -    | -    | -    | -    | -    | -    | -    | 1    | 1    | 1    | -    | -    | -    | -    | -    | 3     |
| Nigeria              | -    | -    | -    | -    | -    | -    | -    | -    | -    | -    | -    | 1    | -    | 1    | -    | -    | -    | -    | 1    | -    | -    | 3     |
| Barbados             | -    | -    | -    | -    | -    | -    | -    | -    | -    | -    | -    | -    | 1    | 1    | -    | -    | -    | -    | 1    | -    | -    | 3     |
| Bosnia y Herzegovina | -    | -    | -    | -    | -    | -    | -    | -    | -    | -    | -    | -    | -    | -    | 1    | -    | -    | 1    | -    | 1    | -    | 3     |
| India                | -    | -    | -    | -    | -    | -    | -    | -    | -    | -    | -    | -    | -    | -    | -    | -    | -    | -    | 1    | 1    | 1    | 3     |
| Argentina            | -    | -    | -    | -    | -    | -    | -    | -    | -    | -    | -    | -    | -    | -    | -    | -    | -    | -    | 1    | 1    | 1    | 3     |
| República Checa      | -    | -    | -    | -    | -    | -    | -    | -    | -    | -    | -    | -    | -    | -    | -    | -    | 1    | 1,5  | -    | -    | -    | 2,5   |
| Islandia             | -    | 1    | -    | -    | -    | -    | -    | -    | -    | 1    | -    | -    | -    | -    | -    | -    | -    | -    | -    | -    | -    | 2     |
| Eslovaquia           | -    | -    | -    | -    | -    | -    | -    | -    | -    | -    | -    | -    | -    | -    | -    | -    | -    | -    | 1    | 1    | -    | 2     |
| Sudáfrica            | -    | -    | -    | -    | -    | -    | -    | -    | -    | -    | -    | -    | 1    | -    | -    | -    | -    | -    | -    | 1    | -    | 2     |
| República de China   | -    | -    | -    | -    | -    | -    | -    | -    | -    | -    | -    | -    | -    | -    | -    | -    | -    | -    | -    | 1    | 1    | 2     |
| Japón                | -    | -    | -    | -    | -    | -    | -    | -    | -    | -    | -    | -    | -    | -    | -    | -    | -    | -    | -    | 1    | 1    | 2     |
| Nueva Zelanda        | -    | -    | -    | -    | -    | -    | -    | -    | -    | -    | -    | -    | -    | -    | -    | -    | -    | -    | -    | 1    | 1    | 2     |
| Palestina            | -    | -    | -    | -    | -    | -    | -    | -    | -    | -    | -    | -    | -    | -    | -    | -    | -    | -    | -    | -    | 2    | 2     |
| Líbano               | -    | -    | -    | -    | -    | -    | -    | -    | -    | -    | -    | -    | -    | -    | 0,5  | 1    | -    | -    | -    | -    | -    | 1,5   |
| Puerto Rico          | -    | -    | -    | -    | -    | -    | 1    | -    | -    | -    | -    | -    | -    | -    | -    | -    | -    | -    | -    | -    | -    | 1     |
| Jamaica              | -    | -    | -    | -    | -    | -    | -    | -    | -    | 1    | -    | -    | -    | -    | -    | -    | -    | -    | -    | -    | -    | 1     |
| Eslovenia            | -    | -    | -    | -    | -    | -    | -    | -    | -    | -    | -    | 1    | -    | -    | -    | -    | -    | -    | -    | -    | -    | 1     |
| Letonia              | -    | -    | -    | -    | -    | -    | -    | -    | -    | -    | -    | -    | 1    | -    | -    | -    | -    | -    | -    | -    | -    | 1     |
| Estonia              | -    | -    | -    | -    | -    | -    | -    | -    | -    | -    | -    | -    | -    | 1    | -    | -    | -    | -    | -    | -    | -    | 1     |
| Arabia Saudita       | -    | -    | -    | -    | -    | -    | -    | -    | -    | -    | -    | -    | -    | 1    | -    | -    | -    | -    | -    | -    | -    | 1     |
| Croacia              | -    | -    | -    | -    | -    | -    | -    | -    | -    | -    | -    | -    | -    | -    | -    | 1    | -    | -    | -    | -    | -    | 1     |
| Egipto               | -    | -    | -    | -    | -    | -    | -    | -    | -    | -    | -    | -    | -    | -    | -    | -    | 1    | -    | -    | -    | -    | 1     |
| Montenegro           | -    | -    | -    | -    | -    | -    | -    | -    | -    | -    | -    | -    | -    | -    | -    | -    | -    | -    | 1    | -    | -    | 1     |
| Vietnam              | -    | -    | -    | -    | -    | -    | -    | -    | -    | -    | -    | -    | -    | -    | -    | -    | -    | -    | -    | 1    | -    | 1     |
| Perú                 | -    | -    | -    | -    | -    | -    | -    | -    | -    | -    | -    | -    | -    | -    | -    | -    | -    | -    | -    | 1    | -    | 1     |
| Trinidad y Tobago    | -    | -    | -    | -    | -    | -    | -    | -    | -    | -    | -    | -    | -    | -    | -    | -    | -    | -    | 0,5  | -    | 0,5  | 1     |
| Kenia                | -    | -    | -    | -    | -    | -    | -    | -    | -    | -    | -    | -    | -    | -    | -    | -    | -    | -    | -    | -    | 1    | 1     |
| Filipinas            | -    | -    | -    | -    | -    | -    | -    | -    | -    | -    | -    | -    | -    | -    | -    | -    | -    | -    | -    | -    | 1    | 1     |
| Senegal              | 0,5  | -    | -    | -    | -    | -    | -    | -    | -    | -    | -    | -    | -    | -    | -    | -    | -    | -    | -    | -    | -    | 0,5   |
| Zambia               | -    | -    | -    | -    | -    | -    | -    | -    | -    | -    | -    | -    | -    | -    | -    | -    | -    | -    | -    | 0,5  | -    | 0,5   |
| TOTAL                | 10   | 10   | 10   | 14   | 16   | 17   | 21   | 23   | 26   | 25   | 24   | 29   | 29   | 33   | 34   | 37   | 36   | 43   | 53   | 65   | 62   | 617   |

NOTAS:
- Edición de 1994: Premio a la Mejor canción compartido por Neneh Cherry (sueca) y Youssou N'Dour (senegalés).
- Edición de 2006: Premio al Mejor videoclip compartido por los grupos Justice (franceses) y Simian (británicos).
- Edición de 2008: Premio al Mejor artista árabe ganado por Karl Wolf, nacido en Líbano y afincado en Canadá (doble nacionalidad).
- Edición de 2011: Premio al Mejor artista polaco ganado por Ewa Farna, nacida en República Checa pero procedente de una minoría polaca (doble nacionalidad).
- Edición de 2012:
  - 3 premios ganados por One Direction, grupo formado por 4 miembros británicos y 1 irlandés.
  - Premio al Mejor artista Hip-Hop ganado por Nicki Minaj, nacida en Trinidad y Tobago pero residente en Estados Unidos (doble nacionalidad).
  - Premio al Mejor artista de Australia y Nueva Zelanda ganado por Gotye, nacido en Bélgica y residente en Australia (doble nacionalidad).
- Edición de 2013:
  - 3 premios ganados por One Direction, grupo formado por 4 miembros británicos y 1 irlandés.
  - Premio al Mejor artista noruego ganado por Admiral P, nacido en Zambia y residente en Noruega (doble nacionalidad).
- Edición de 2014:
  - Premio a la Mejor canción compartido por Ariana Grande (norteamericana) e Iggy Azalea (australiana).
  - 5 premios ganados por One Direction, grupo formado por 4 miembros británicos y 1 irlandés.
  - Premio al Mejor artista Hip-Hop ganado por Nicki Minaj, nacida en Trinidad y Tobago pero residente en Estados Unidos (doble nacionalidad).
  - Premio al Mejor artista noruego ganado por Adelén, nacida en Noruega de ascendencia española (doble nacionalidad).